# Georgisme
Georgisme (udtales som det engelske George + -isme), opkaldt efter amerikaneren Henry George (1839-1897), er en politisk filosofi. Hovedprincippet er, at alle bør eje det, de selv skaber, men at naturresurser, herunder især jord, bør tilhøre alle mennesker. Partiet Retsforbundet har georgismen som ideologi.
Georgisterne argumenterer for, at indtægter som ingen har arbejdet for helt eller delvis, skal tilfalde samfundet. Jordrenter som lejeindtægter fra jordarealer og resurserenter fra rettigheder til mineraludvinding skal gå til samfundet i stedet for ejeren, mens brug af fælles værdier som radio- og TV-frekvenser og fiskebestande skal beskattes ved salg af sendetilladelser og fiskekvoter. Indtægterne fra naturlige monopoler skal også beskattes hårdt, så en stor del af overskuddet går til fællesskabet. Til gengæld skal der ikke pålægges andre skatter eller økonomiske reguleringer. I praksis er hjørnestenen i denne omlægning af skattesystemet indførelsen af en høj jordværdiskat i form af såkaldt "fuld grundskyld". 

## Varianter af georgismen
De fleste tidlige georgistiske grupper kaldte sig single taxers, altså enkeltskatstilhængere, fordi deres mål var at erstatte alle typer af skat med en jordværdiskat. Denne tradition fastholdes af retsliberalisterne, der er den moderne georgismes højrefløj eller traditionalister.
De fleste georgister anerkender dog nu, at en moderne stat ikke kan finansieres alene ved jordskatter. De accepterer derfor en vis indkomstskat som supplement til jordværdibeskatningen, men fastholder at denne er samfundsgavnlig, og at georgismens syn på fællesskabets ejerskab til naturværdierne er et udtryk for retfærdighed.
Georgismen har siden 1960'erne også tiltrukket en del miljøforkæmpere, der lægger vægt på, at inddragelse af jordværdistigninger vil sikre mod, at naturen udsættes for rovdrift.
Disse grønne georgister, eller retsdemokrater, udgør den moderne georgismes venstrefløj og har bl.a. lanceret tanken om en borgerløn, hvor alle statsborgere i et land modtager deres del af de indtægter, staten får ved at sælge eller udleje naturresurserne.
En del georgister i Europa og Asien er ikke glade for ordet "georgisme", eftersom Henry George er ret ukendt uden for USA, og principperne bag georgismen allerede fandtes før ham. De bruger derfor begrebet "geoisme" fra det græske ord for jord. I Danmark har dette navn dog ikke slået an.

## Præ-georgister
Tanken om fællesskabets grundlæggende ejendomsret til jorden, og at det derfor er nødvendigt og retfærdigt at beskatte jord, var allerede før Henry George udtrykt af mange filosoffer, politikere og samfundsdebattører i den engelsktalende verden. Georgister karakteriserer ofte disse "forgængere" til Henry George som  prægeorgister. Blandt dem kan nævnes: William Ogilvie, Adam Smith, John Stuart Mill, John Locke, William Penn, Benjamin Franklin, Herbert Spencer, Thomas Paine og Thomas Jefferson.

## Kendte georgister
Lev Tolstoj, Sun Yat Sen, David Lloyd George, George Grey, Walter Burley Griffin, Clarence Darrow, Mark Twain og Albert Jay Nock.